# Корсун, Николай Георгиевич
Никола́й Гео́ргиевич Ко́рсун (16 (28) декабря 1876 — 14 ноября 1958, Москва, СССР) — российский и советский военачальник, военный историк, статистик и географ. Генерал-майор русской армии (1917) и генерал-лейтенант Красной Армии (1940). Доктор военных наук (1944). Профессор (1938).

## Биография
Православный. Уроженец местечка Кагызман (в следующем 1878 году вошло в состав образованной Карсской области). Из казачьего рода Корсунов, сын офицера. Учился в Михайловском Воронежском кадетском корпусе, который окончил в 1895 году.
На военной службе в Русской императорской армии с 1 сентября 1895 года. В 1897 году окончил Константиновское артиллерийское училище. Из училища выпущен хорунжим (старшинство в чине с 13.08.1897) в отдельную Кубанскую казачью конно-артиллерийскую батарею. Служил в этой батарее до 1903 года, затем поступил в академию.
В 1905 году окончил Николаевскую академию Генерального штаба по первому разряду. Цензовое командование ротой отбывал в 252-м пехотном Анапском резервном батальоне (09.11.1905—09.11.1907). С 28 ноября 1907 года — помощник старшего адъютанта штаба Кавказского военного округа. С 28 апреля 1911 года — помощник делопроизводителя Главного управления Генерального штаба, с конца 1914 года — делопроизводитель этого Главного управления.
Во время Первой мировой войны — в Ставке Верховного Главнокомандующего (май 1915 — сентябрь 1916), штаб-офицер для делопроизводства и поручений управления генерал-квартирмейстера Ставки. С 8 ноября 1916 года — командир 1-го Кизляро-Гребенского полка Терского казачьего войска. С августа 1917 года — помощник дежурного генерала Главного штаба, делопроизводитель и обер-квартирмейстер ГУГШ. 3 октября 1917 года произведён в генерал-майоры.
В феврале 1918 года одним из первых вступил в Красную Армию, назначен вторым помощником начальника оперативного отдела Всероглавштаба. С марта 1918 года — начальник отделения оперативного отдела штаба 2-й армии в Поволжье (с образованием в июне 1918 года Восточного фронта армия вошла в его состав). С августа 1918 года служил в Всероглавштабе: начальник общего отделения Организационного управления, с ноября 1918 — начальник отчетного отдела этого управления. С ноября 1920 года — сотрудник-составитель Военно-исторической комиссии. С февраля 1921 года — начальник отчетного отдела Оперативного управления Штаба РККА.
С августа 1921 года — начальник военно-географического отделения Оперативного управления Штаба РККА. С марта 1922 года служил в Военной академии РККА, был начальником военно-статистического управления академии, с сентября — научный руководитель практическими занятиями по статистике, одновременно был помощником начальника статистической части Управления делами Реввоенсовета РСФСР.
С марта 1923 года — на научной и преподавательской работе в Военной академии РККА имени М. В. Фрунзе, в том числе на Восточном / Специальном факультете. Во время Великой Отечественной войны, продолжая преподавательскую работу, был привлечен к разработке планов обороны Главного Кавказского хребта. С 1954 года в отставке.
Жил в Москве. Автор большого количества военно-исторических работ (особенно по истории Первой мировой войны), военной географии и военной статистике.
Умер в 1958 году. Похоронен на Введенском кладбище (2 уч.).
Сын — Корсун, Николай Николаевич.

## Воинские звания
- хорунжий (ст. 13.08.1897)
- сотник (ст. 12.08.1900)
- капитан (ст. 28.05.1905)
- подполковник (ст. 06.12.1911)
- полковник (ст. 06.12.1914)
- генерал-майор (1917)
- комбриг (13.12.1935)
- комдив (5.02.1939)
- генерал-лейтенант (4.06.1940)

## Награды
Российская империя
- Орден Святого Владимира 3-й степени (10.04.1916) и мечи к нему (25.09.1917)
- Орден Святого Владимира 4-й степени (20.12.1915)
- Орден Св. Станислава 2-й степени (22.03.1915)
- Орден Св. Анны 3-й степени ст. (1913; 09.05.1914);
- Орден Св. Станислава 3-й степени (06.12.1909)
- медали

СССР
- 2 ордена Ленина (21.02.1945, 25.12.1946)[4]
- 2 ордена Красного Знамени (3.11.1944, 6.11.1947);
- 2 ордена Красной Звезды (5.02.1939, 7.12.1943)[5];
- Медали.

## Труды
- Сарыкамышская операция. — М.: Воениздат НКО СССР, 1937.
- Эрзерумская операция. — М., 1938.
- Итало-абиссинская война 1935—1936 гг. — М., 1939.
- Алашкертская и Хамаданская операции. — М..: Воениздат НКО СССР, 1940. — 200 с.
- Греко-турецкая война 1919—1922 гг. — М., 1940.
- Балканский фронт мировой войны 1914—1918 гг. — М., 1939. Также доступна на сайте ГПИБР.
- Первая мировая война на Кавказском фронте. — М., 1946.
- Военное поражение Германии в 1918 году. — Нальчик, 1944.
- Заключительное наступление союзников и капитуляция Германии (сентябрь-ноябрь 1918 г.). — Москва, 1939.
- Турция: Курс лекций по военной географии, читанных в Военной академии РККА. — Москва, 1923.
- Персия: Курс лекций по военной географии, читанных в Военной академии РККА. — Москва: Высший военно-редакционный совет, 1923.
- Арабский восток. — Москва: Московский институт востоковедения им. Н. Н. Нариманова, 1928.
- Кавказский фронт Первой мировой войны. — М.: Транзиткнига, АСТ, 2004. — 685 с. — (Военно-историческая библиотека). — ISBN 5-17-021690-4.
- Кавказский театр военных действий и сопредельные с ним области Турции и Персии. — Москва, 1925.
- Особенности маршей и их расчетов в горных условиях. — Москва: Государственное военное издательство, 1934.
- Великая битва за Москву. — Москва, 1946.
- Использование танков в Первую мировую войну. — Москва: Типолитография Военной академии им. М. В. Фрунзе, 1947.
- Краткое описание обрекогносцированных путей операционного направления Карс-Эрзерум. — Тифлис: Типография Окружного Штаба, 1908.
- Военный обзор Турецкого передового и Причерноморского (на участке Батум - Инеболи) театров с сопредельными районами Закавказья и Персии. — Тифлис: Типография Штаба Кавказского военного округа, 1913-1914.